# Aeroportul Mizan Teferi
Aeroportul Mizan Teferi (IATA: MTF, ICAO: HAMT) este un aeroport din Etiopia.
Situat la o altitudine de 1.340 m, aeroportul dispune de o singură pistă.